# Anlagen vom Typ Konens Høj

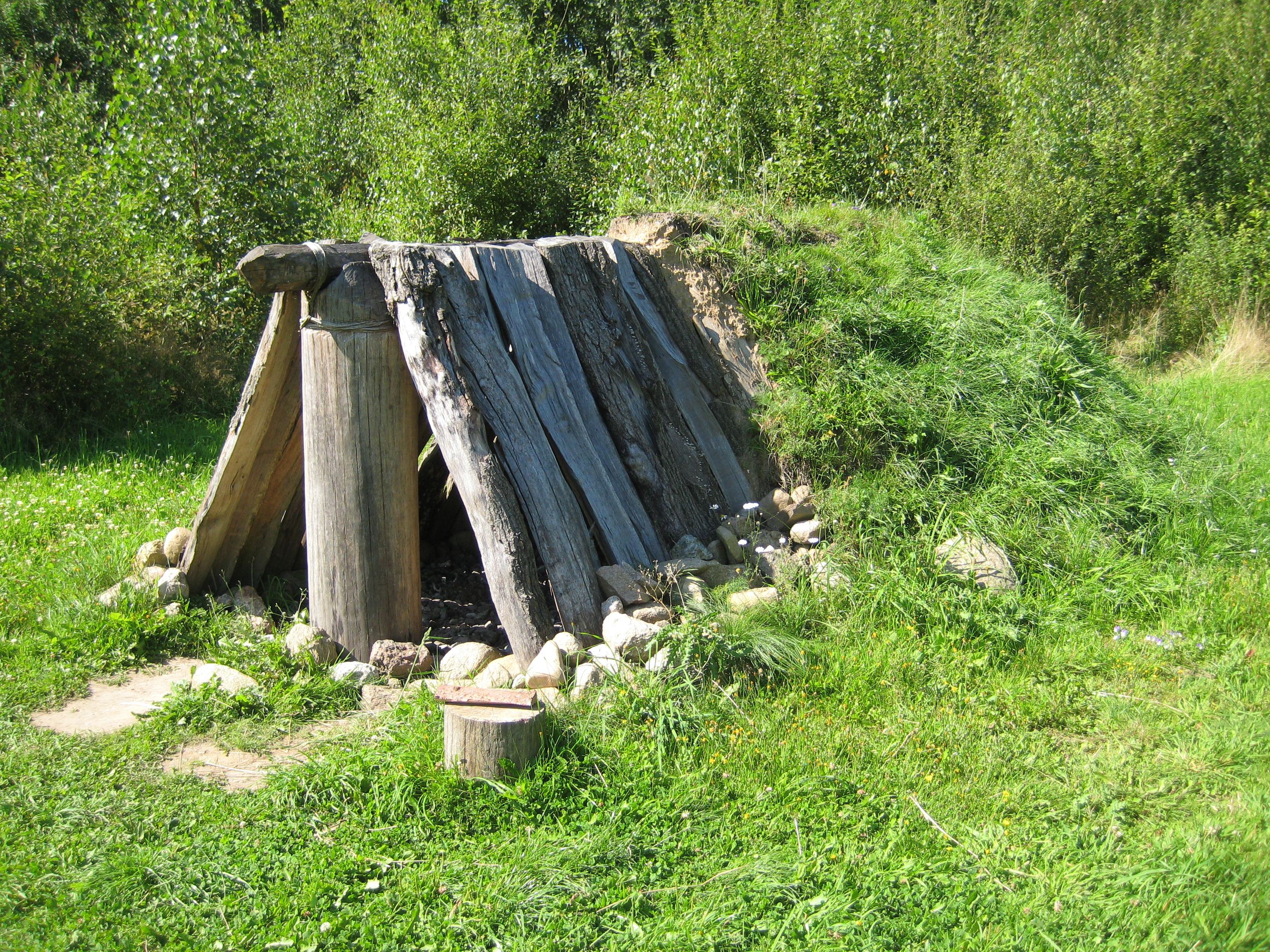
Verkürzte Nachbildung einer Anlagen vom Typ Konens Høj - Flintbek LA 3; Giebelpfosten tragen ein zeltartiges Holzdach

Anlagen vom Typ Konens Høj bilden Gruppen/Typen, die in den dänischen Gebieten mit späteren Großsteingräbern mehrheitlich als Vorläufer der ab etwa 3500 v. Chr. auftretenden Megalithanlagen belegt sind. Die unter dem Begriff „Konens Høj“ (deutsch „Ehefrauen-Hügel“) – benannt nach dem Fundort am Stubbe Sø nördlich von Ebeltoft in Djursland – bekannten Hügel wurden in Dänemark bisher überwiegend (Verhältnis 190:35) auf der Kimbrischen Halbinsel (Schleswig-Holstein und Jütland – und auf Fünen Øster Skerninge) gefunden. Es gibt in dänischen Archiven Informationen über mindestens 220 dieser Anlagen aus der Jungsteinzeit. Sie treten in mehreren Ländern Europas ausschließlich als Langhügel auf, haben unterschiedliche Bezeichnungen (z. B. schwedisch Långhögar) und werden anhand weniger Konstruktionsmerkmale unterschieden.
Die Anlagen waren teilweise gepflastert, mitunter mit Palisaden oder Flechtwerkzäunen eingefasst, die als Umfassung des (etwa zwei Meter hohen) Erdhügels dienten (Barkjær). Die Holzbauten sind oft kombiniert mit trapezoiden, nicht sehr tiefen und meist etwa 0,5 m breiten Einfassungsgräben. Die nicht sehr großen frühen Anlagen sind teilweise mit unmegalithischen Steinanteilen errichtet worden und in der Satruper Stufe um 3650 v. Chr., der die Fuchsbergstufe der Trichterbecherkultur (TBK) folgt, die den Beginn des Megalithbaus kennzeichnet, belegt (Frøslev polde).

## Forschungsgeschichte
K. Thorvildson (1907–1987) stellte 1941 als Erster Variationen nichtmegalithischer Gräber wie Baumsarggräber und steinunterstützte Gräber fest. Über die Hälfte aller Erdgräber seien durch einen (in der Regel) niedrigen Erdhügel als Graboberbau markiert. So seien diese Erdgräber in Beziehung zu den einfachen Dolmen zu setzen. Auf Basis der Beigaben zeigte Thorvildson die zeitliche Überschneidung von Erdgräbern und Dolmen auf. Die spätere Forschung zeigte, dass Erdgräber bis weit in die megalithische TBK-Phase hinein errichtet wurden und sich zu Steinpackungsgräbern entwickelten, die noch für die späte TBK typisch sind und sogar im engsten Umfeld der Megalithanlagen gefunden wurden. Bei der Frage nach der Entwicklung dieser Grabform stellte Becker 1960, im Gegensatz zu E. Jørgensen 1977, eine Entwicklung von einfachen Erdgräbern zu Steinpackungsgräbern fest. Dazu sind auch Totenhäuser zu zählen, die häufig über Steinpackungsgräbern vorkommen. Die meisten Erkenntnisse über diese Anlagen stammen jedoch vom Ende des 20. Jahrhunderts.
Vier frühneolithische Typen kommen in Dänemark und Norddeutschland vor:
- Plankensarggräber wie die von Frydenlund
- Holzkammergräber vom „Typ Troelstrup“
- Steinrahmen- und Steinpackungsgräber
- der Typ „Konens Høj“ hat den aufwendigsten Grabbau[1]

## Typ Konens Høj
Die Interpretation des Befundes vom „Konens Høj“ ist nicht eindeutig. Die meist akzeptierte Variante der Deutung dieses Grabbaus ist, dass die Konstruktion ein zeltartiges Erscheinungsbild hatte, mit zwei schweren Pfosten an den beiden Enden der Längsseiten, die einen horizontalen Balken unterstützen, auf welchem die Abdeckung der Grabkammer ruhte. Drei Anlagen dieses Typs, darunter eine etwa 199 m lange, wurden bei Flintbek in Schleswig-Holstein gefunden. Zwei parallele, aber in der Höhe nur rudimentär erhaltene Langhügel bei Ringsberg könnten ebenfalls Anlagen dieses Typs sein.

## Typ Troelstrup
Troelstrup ist ein primär in Nordjütland (bei Skive) häufiger Untertyp. Es handelt sich um eine kastenförmige Holzkammer innerhalb einer Steinsetzung, deren Zugang ein schmaler Gang war. Troelstrup ist ein Beispiel für einen Langhügel, bei dem es einen Wechsel zwischen Dolmen und Holz-Erde-Konstruktionen gab. Das älteste Grab 1 ist eine Holz-Erde-Konstruktion. Das Grab 2 ist ein Dolmen, der an der östlichen Schmalseite der Holzeinfassung platziert wurde. Danach wurde der Erdhügel erweitert und in diesen Grab 3 – wieder eine Holz-Erde-Konstruktion – errichtet. Grab 4 und 5 sind Dolmen, für die der Hügel auf 59 m verlängert wurde. Grab 1 und 3 sind die namengebenden Anlagen des Troelstrup-Typs, von dem es diese Varianten gibt:
- Skibshøj: mit Kammerwänden aus Stein und einer Abdeckung aus Holz
- Lindebjerg: eine Holzkammer in einer hufeisenförmigen Einfassung

## Cuxhaven-Gudendorf
Neben einer zerstörten Megalithanlage fand sich eine Grube mit einer Steinsetzung. Das tief liegende Rollsteinpflaster war mittels Granitplatten und Rollsteinen bis zu einer Höhe von 40 cm mauerartig umgeben. Die Mauerung ist 3,85 m lang und 1,20 m breit und an den Enden gerundet. Das Grab enthielt vier querschneidige Pfeilspitzen, zwei Feuersteinbeile und zwei Tongefäße unterschiedlicher Zeitstellung. Die Tongefäße und die ungewöhnliche Länge der Steinsetzung deuten auf eine zeitgleich erfolgte Doppelbestattung, wobei die Toten (von denen sich keine Spuren fanden) in Längsrichtung hintereinander bestattet worden sein können. Die auch in Bygholm Nørremark belegte Lage verschwindet in der Megalithphase (3500–2800 v. Chr.) nahezu vollständig. Für die unter einer Megalithanlage gefundene Steinsetzungsform gibt es in Dänemark Gegenstücke.